# Ayano Dōzono
Ayano Dozono (Kanji:堂園 彩乃, nacida el 27 de marzo de 1990) es una futbolista japonesa que juega como centrocampista para la Málaga CF Femenino. Fue parte del equipo japonés en el Mundial Femenino de fútbol Sub-20 de 2010

## Clubes
| Club                    | País   | Año         |
| ----------------------- | ------ | ----------- |
| Urawa Red Diamonds      | Japón  | 2008 - 2014 |
| Orca Kamogawa FC        | Japón  | 2015 - 2016 |
| U.D. Granadilla Egatesa | España | 2016 - 2018 |
| Santa Teresa C.D.       | España | 2019        |
| Málaga CF Femenino      | España | 2019 -      |